# جورج ويلسون (لاعب كرة قاعدة أمريكي)
جورج ويلسون (بالإنجليزية: George Wilson) هو لاعب كرة قاعدة أمريكي، ولد في 1 يوليو 1875 في بلدة بالميرا في الولايات المتحدة، وتوفي في 26 نوفمبر 1915 في كالامازو في الولايات المتحدة.

## وصلات خارجية
- جورج ويلسون على موقعبيزبول رفرنس.كوم (الدوري الثانوي) (الإنجليزية)